# Търговия на дребно в неспециализирани магазини предимно с хранителни стоки, напитки и тютюневи изделия
Търговията на дребно в неспециализирани магазини предимно с хранителни стоки, напитки и тютюневи изделия е отрасъл на икономиката в Статистическата класификация на икономическите дейности за Европейската общност, подразделение на търговията и ремонта на автомобили и мотоциклети.
Той включва дейността на неспециализирани магазини, в които се предлагат главно хранителни стоки, но също и други продукти (облекло, домакински уреди, козметика, железария и други) – от малки квартални магазини до големи супермаркети.
Към 2017 година в България този сектор обхваща около 1/3 от цялата търговия на дребно с обем на продажбите около 9,9 милиарда лева и над 95 хиляди служители, като най-големите предприятия са „Кауфланд България“, „Лидл България“ и „Билла България“.